# Gran Premi d'Alemanya del 1956
Resultats del Gran Premi d'Alemanya de Fórmula 1 de la temporada 1956, disputat al circuit de Nürburgring el 5 d'agost del 1956.

## Resultats
| Pos | No | Pilot                              | Equip    | Voltes | Temps/ Retirada               | Pos. de sortida | Punts |
| --- | -- | ---------------------------------- | -------- | ------ | ----------------------------- | --------------- | ----- |
| 1   | 1  | Juan Manuel Fangio                 | Ferrari  | 22     | 3h 38' 43. 7                  | 1               | 9     |
| 2   | 7  | Stirling Moss                      | Maserati | 22     | + 46.4 s                      | 4               | 6     |
| 3   | 6  | Jean Behra                         | Maserati | 22     | + 7' 38.3 min.                | 8               | 4     |
| 4   | 20 | Paco Godia                         | Maserati | 20     | + 2 Voltes                    | 16              | 3     |
| 5   | 15 | Louis Rosier                       | Maserati | 19     | + 3 Voltes                    | 14              | 2     |
| DSQ | 21 | Bruce Halford                      | Maserati | 20     | Desqualificat                 | 11              |       |
| NC  | 22 | Ottorino Volonterio                | Maserati | 16     | + 6 Voltes                    | 19              |       |
| Ret | 11 | André Milhoux                      | Gordini  | 15     | Motor                         | 21              |       |
| Ret | 5  | Alfonso de Portago · Peter Collins | Ferrari  | 14     | Accident                      | 10              |       |
| Ret | 18 | Luigi Villoresi                    | Maserati | 13     | Motor                         | 20              |       |
| Ret | 12 | Harry Schell                       | Maserati | 13     | Sobreescalfament              | 12              |       |
| Ret | 4  | Luigi Musso · Eugenio Castellotti  | Ferrari  | 11     | Accident                      | 5               |       |
| Ret | 2  | Peter Collins                      | Ferrari  | 8      | Pèrdua de combustible         | 2               |       |
| Ret | 3  | Eugenio Castellotti                | Ferrari  | 5      | Part elèctrica                | 3               |       |
| Ret | 8  | Umberto Maglioli                   | Maserati | 3      | Direcció                      | 7               |       |
| Ret | 19 | Horace Gould                       | Maserati | 3      | Pressió de l'oli              | 13              |       |
| Ret | 16 | Roy Salvadori                      | Maserati | 2      | Suspensions                   | 9               |       |
| Ret | 10 | Robert Manzon                      | Gordini  | 0      | Suspensions                   | 15              |       |
| Ret | 14 | Giorgio Scarlatti                  | Ferrari  | 0      | Motor                         | 17              |       |
| NVS | 8  | Cesare Perdisa                     | Maserati |        | Accident                      | 6               |       |
| NVS | 11 | André Pilette                      | Gordini  |        | Accident                      | 18              |       |
| NVS | 18 | Luigi Piotti                       | Maserati |        | Va cedir el cotxe a Villoresi |                 |       |

## Altres
- Pole: Juan Manuel Fangio 9' 51. 2
- Volta ràpida: Juan Manuel Fangio 9' 41. 6 (a la volta 14)
- Cotxes compartits: 
  - Cotxe núm.5: Alfonso de Portago (10 Voltes) i Peter Collins (4 Voltes);
  - Cotxe núm.24: Luigi Musso (8 Voltes) i Eugenio Castellotti (3 Voltes).